# Tolvman

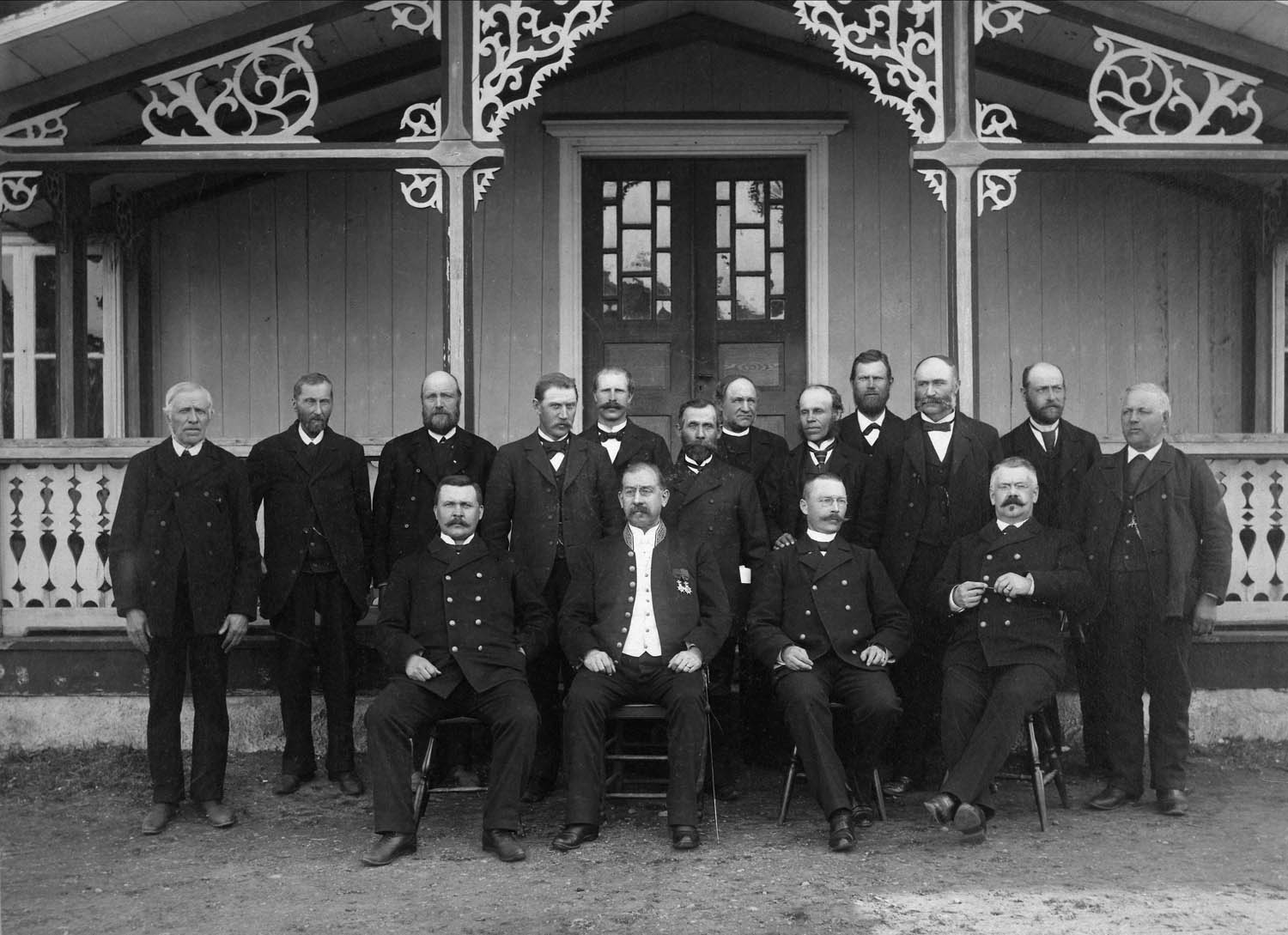
De tolv nämndemännen ("tolvmännen") i Västra härad, Småland, stående bakom häradshövdingen och länsmännen.

En tolvman (äldre stavning tålfman) var en nämndeman vid häradsrätten. 
Tolvmännen utsågs bland socknens allmoge, och ända fram till 1871 stadgades att tolvmännen skulle vara bönder. Den främste bland de tolv, som haft sitt uppdrag under längst tid, benämndes "äldste".
Tolvmännen valdes på sockenstämman i respektive socken, varje socken hade ofta ett bestämt antal av posterna på sin lott. Nämndemännen satt vanligen på livstid, på 1800-talet bestämdes mandatperioden till sex år, med möjlighet att avgå efter två.
Äldsten var fram till 1866, då ståndsriksdagen avskaffades, i allmänhet den som valdes till riksdagsman, om en sådan skickades från häradet.
Genom 1948 års rättegångsbalk sänktes antalet nämndemän till nio.